# Ján Krošlák
Ján Krošlák (* 17. října 1974, Bratislava) je bývalý slovenský profesionální tenista, který na okruhu ATP začal hrát v roce 1993. Během své kariéry vyhrál 2 turnaje ATP ve dvouhře. Slovensko reprezentoval na LOH 1996 v Atlantě. Na žebříčku ATP ve dvouhře byl nejvýše postavený na 53. místě (13. září 1999). Nastoupil také do Davis Cupu, kde hrál čtyřhru spolu s Martinem Hromcem. Celkově v soutěži odehrál 28 zápasů (17 vítězných, 11 proher), z toho ve dvouhře 9 výher a 4 prohry, ve čtyřhře pak 8 výher a 5 proher.

## Finálové účasti na turnajích ATP (4)

### Dvouhra - výhry (2)
| Č. | Datum          | Turnaj           | Povrch  | Finalista       | Výsledek |
| 1. | 15. říjen 1995 | Tel Aviv, Izrael | tvrdý   | Javier Sánchez  | 6-3 6-4  |
| 2. | 2. únor 1997   | Šanghaj, Čína    | koberec | Alexandr Volkov | 6-2 7-62 |

### Dvouhra - prohry (1)
| Č. | Datum          | Turnaj         | Povrch  | Vítěz        | Výsledek    |
| 1. | 18. říjen 1998 | Ostrava, Česko | koberec | Andre Agassi | 2-6 6-3 3-6 |

### Čtyřhra - prohry (1)
| Č. | Datum          | Turnaj         | Povrch  | Spoluhráč    | Vítězové                | Výsledek |
| 1. | 20. říjen 1996 | Ostrava, Česko | koberec | Karol Kučera | Sandon Stolle Cyril Suk | 6-7 3-6  |